# سندلر ۴۰۰۶
سیارک ۴۰۰۶ (به انگلیسی: 4006 Sandler، نامگذاری:1972YR) چهار هزار و ششمین سیارک کشف شده‌است که در ۲۹ دسامبر ۱۹۷۲ کشف شد.
قدر مطلق سیارک برابر ۱۲٫۵۰ است.